# 南怡謀叛事件
南怡謀叛事件，是1468年朝鲜王朝睿宗時代發生的事件。將軍南怡企圖叛亂被發覺，與之相關文武官員大多被處刑，從此以王族為中心新興勢力取代了承政院院相勢力。
韓國一般以南怡之獄（남이의옥）稱呼此事。

## 事件之經緯
睿宗之父朝鮮世祖在1453年癸酉靖難以實力奪取政權，以韓明澮和申叔舟為腹心實行中央集權。1467年爆發的李施愛之亂是地方豪族反中央集權引起，叛亂後來被朝鮮世宗孫龜城君、康純、朝鮮太宗外孫南怡平定，均被拔擢要職。
謀叛事件首謀南怡在討伐李施愛之亂和女真人立有功勲被拔擢工曹判書，1468年27歳被任命兵曹判書得到兵權。同年世祖死去，失去後盾的南怡和承政院大臣受勲旧派大臣批判，新國王睿宗對他不满，把他降職為兼司僕將，與南怡同時被登用的柳子光告發他謀叛，南怡被逮捕審問後承認有謀叛計劃。
與謀叛計劃有牵連的官員包括領議政康纯，後來發展為大規模整肅，南怡、康純、曹敬治、文孝良（女真族出身將軍）等30位武官被處刑，他們家人被貶為奴婢。

## 影響
韓明澮和申叔舟等勳舊派人獨佔權力至成宗前半期，直到士林派興起為止。
萬曆朝鮮之役後，一部野史指摘柳子光捏造謀叛事件，南怡在民間被神格化成為信仰的對象，350年後朝鮮純祖時代，應他後代上疏恢復南怡名譽。